# Isthmiade buirettei
Isthmiade buirettei är en skalbaggsart som beskrevs av Tavakilian och Peñaherrera 2005. Isthmiade buirettei ingår i släktet Isthmiade och familjen långhorningar. Inga underarter finns listade i Catalogue of Life.